# 만두

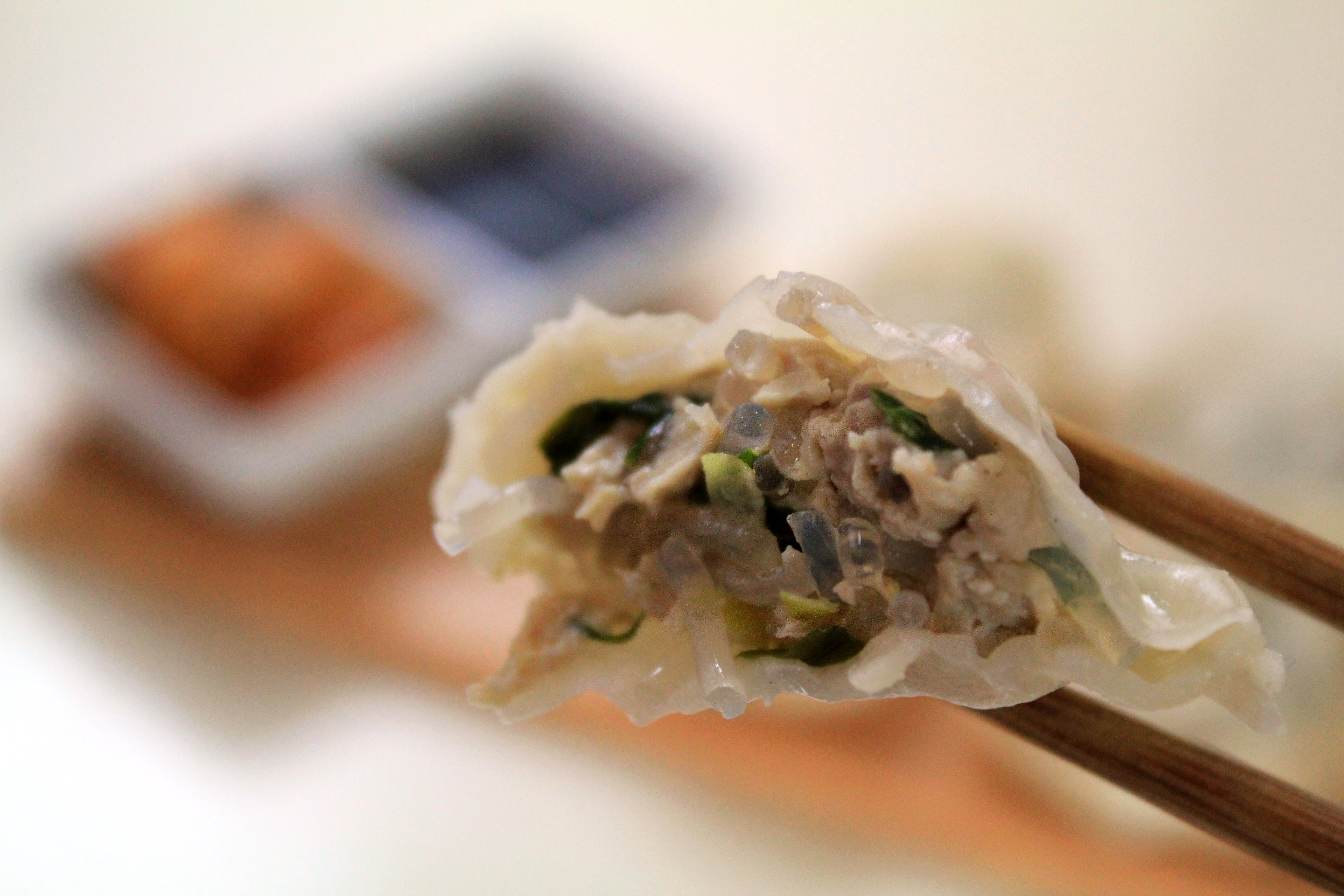
군만두

만두(饅頭)는 밀가루 등을 반죽하여 얇게 민 만두피에 채소와 고기 등의 소를 넣어 빚은 한국 요리이다. 고려시대에 중국에서 전래된 것으로 추정된다. 여러 가지 방법으로 조리할 수 있으며, 한반도 내 지역마다 여러 가지 종류의 만두가 있다. 과거 궁중 요리에 속했으나, 이제 슈퍼마켓이나 음식점, 분식집, 포장마차에서, 또는 길거리 음식으로 흔히 볼 수 있다. 이웃 나라인 중국과 일본 등 다른 여러 문화권에도 만두와 비슷한 만두류 요리가 존재한다.

## 이름 유래
한국어 "만두(饅頭)"는 바시키르어·키르기스어·타타르어 "만트(манты)", 아르메니아어 "만티(մանթի)", 아제르바이잔어·튀르키예어 "만트(mantı)", 우즈베크어 "만트(manti)", 위구르어 "만타(مانتا)", 카자흐어 "만티(мәнті)", 타지크어 "만투(манту)", 파슈토어 "만투(منتو)" 등 비단길을 따라 중앙아시아에 이르는 지역의 여러 비슷한 음식과 같은 어원을 공유한다.
중국어 "만터우(馒头; 饅頭)" 또한 어원이 같으며, 과거에는 한국어 만두와 마찬가지로 소를 넣어 빚은 음식을 뜻했으나, 지금의 만터우는 중국의 자오쯔나 딤섬, 샤오롱바오 등의 얇은 피가 아닌 소를 채우지 않고 찌거나 구운 찐빵과 비슷한 음식을 뜻한다.
한국에서 만두라는 말을 많이 사용하게 된 시기는 조선 후기에 들어서 부터이다. 만두란 조선 전기까지만 해도 주로 상화라고 불리었는데, 청나라에 의해 병자호란 등을 겪으면서 오랑캐의 머리라는 만두(蠻頭)와 음이 같은 만두(饅頭)라 부르며 원수들의 머리를 씹어 먹듯이 즐긴다는 의미로 많이 사용하게 되면서 오늘날과 같이 굳어진 것으로 추정된다.

## 역사

### 기원
역사적으로 밀을 가장 먼저 재배했던 지역은 기원전 90세기 경 아나톨리아 반도이며, 기원전 30세기 경 유프라테스 강과 티그리스 강의 메소포타미아 문명 이 대량 재배 한 것으로 추정된다. 메소포타미아인들은 밀가루를 물과 반죽한 뒤 뜨거운 돌 위에 넓게 펴서 '닌다'라는 이름의 빵을 만들어 먹었다. 이후 메소포타미아의 요리책에서 '푀겔헨'이라는 요리가 발견 되는데, 이는 닌다 위에 다진 고기를 얹고, 다시 닌다를 얹은 후 익혀 먹는 음식이다. 현재 만두와 크게 다르지 않은 조리법이다.
기원전 550년에 메소포타미아 문명 자리에 번성했던 페르시아 제국은 사각형으로 만든 무발효 밀반죽 위에 다진 고기와 양념을 속을 채워 먹는 요리인 '요시파라'라는 요리를 먹었다. 이 요시파라는 중앙아시아 지역에 퍼져 시시바라, 추츠바라, 두시바라, 최츼라 등 다양한 만두 조리법의 어원이 된다. 당시 페르시아는 실크로드를 통해 중국의 한나라와 교역하고 있었고, 실크로드를 따라 만두가 중국으로 전래 된다. 그 과정에서 물이 부족한 중앙아시아, 중동 지역에서는 화덕에 굽거나 튀기는 방식으로 바뀌었다.
중국인들은 이 음식을 '이민족의 밀가루 음식'이란 뜻의 후빙(胡餠) 이라고 불렀다. 이 후빙은 시간이 지나며 중원의 음식으로 정착, 중국 문화와 융합을 이루어 현재의 지엔빙(煎餅, 전병), 웨빙(月饼, 월병)이 되었다. 후빙은 중앙아시아의 굽는 방식에서 벗어서 물이 풍부한 중국 문화권의 삶고 찌는 조리법과 결합하게 된다. 찌는 방식은 만터우(饅頭)며, 삶는 방식은 탕빙(湯餅)이라 하였으나, 탕빙은 수제비, 만둣국 등 다양하게 추정될 뿐 정확한 조리법이 밝혀지지 않았다.

### 중국고사 유래
나관중(羅貫中)이 쓴 《삼국지연의(三國志演義)》에 보면 다음과 같은 고사(故事)가 실려있다. <삼국시대 촉(蜀)나라의 승상 제갈공명(諸葛孔明)이 남만(南蠻·지금의 미얀마 부근)을 정벌하고 돌아오는 길에 여수(濾水)의 풍랑이 심하여 건널 수 없게 되었다. 이에 부하 하나가 남만의 풍속에 따라 사람 목을 베어 머리를 수신(水神)에게 바칠 것을 권했다. 공명은 적지일지라도 더 이상 사람의 목숨을 해칠 수는 없다며 밀가루 반죽에 양과 돼지고기를 넣어 사람의 머리처럼 빚어서 바쳤다.>
이 고사로 인해 만두가 남만인의 머리를 뜻하는 ‘만두(蠻頭)에서 유래했다는 설이 퍼져있으나, 일부 전문가들은 고사 자체가 정사(正史)에는 나오지 않는 허구(虛構)라서 역사적 근거로 삼기에는 많이 부족하다고 한다. 삼국시대 이전인 후한(後漢) 시대에 최식(崔寔)이 지은 《사민월령(四民月令)》에 이미 만두라 할 만한 음식이 등장한다는 점이 이를 뒷받침한다.

### 타지 전래
만두와 유사한 요리는 전세계적으로도 어렵지 않게 찾아볼 수 있으며 각 나라별로 다양한 요리법을 가지고 있다. 밀가루 음식이 옛 메소포타미아 문명에서 출발하면서 만두 유사한 요리가 등장하였고, 이것이 동쪽의 아시아를 거쳐서 다시 유럽으로 퍼졌다는 설이 있다. 한반도에는 14세기에 원나라를 통해 소개되었다고 여겨지거나, 그보다 더 이른 시기에 중동에서 비단길을 통해 들어왔다고 보기도 한다.
정혜경 호서대학교 식품영양학과 교수는 그의 논문 ‘만두 문화의 역사적 고찰’을 통해 “국수의 기원이 실크로드를 통한 밀가루의 전래에 있듯 만두 역시 실크로드를 통해 들어왔다는 설에 주목할 필요가 있다”라고 주장한다. 실제로 실크로드를 중심으로 만두와 유사한 요리가 발견되고 있으며, 만띄, 만트, 만터우, 만두 등 명칭과 형태가 닮아 있다는 점도 있다. 단, 일반적으로 중앙아시아의 만두 요리는 한국을 정복한 몽골 제국에 의해 전파되었다고 여겨진다. 사실 의외로 과거에 지금과 같은 형태의 만두와 유사한 요리는 세계적으로 찾기 어려웠고 거의 대부분 나라의 기록에도 상당히 늦게 등장한다.
한국에서 언제부터 만두를 먹기 시작하였는지에 대해서는 여러 가지의 의견이 있으나 일반적으로 고려시대 후반 이후부터로 보고 있다. 고려사 충혜왕조에 내주(內廚)에 들어가서 만두를 훔쳐먹는 자를 처벌하였다는 기록이 있으며, ‘훈몽자회’, ‘동국세시기’ 등에서는 만두를 상화라고 하여 “상화는 그 모양과 성질이 한국인의 기호에 맞는 관계로 한국 사신이 오면 그들을 접대하는 데 썼다”고 했다. 고려 가요인 〈쌍화점〉에 나오는 상화도 이것을 가리키는데 가루에 술을 넣어 부풀린 반죽을 찐 것을 말한다.

## 한반도 전래
가장 오래된 한글 음식 서적인 "음식디미방"(1670년경)에서는 메밀가루로 풀을 쑤어서 반죽하고 삶은 무와 다진 꿩고기를 볶아서 소를 넣고 빚어 새옹에 삶아 내었다고 한다. 1800년대의 "주찬(酒饌)"에는 소 내장인 양과 처녑 그리고 숭어 살을 얇게 저며 소를 넣은 만두가 나온다. 한국에서 만두란 말이 처음 기록된 것은 "영접도감(迎接都監)의궤"(1643년)에 나오는데, 명나라에서 온 사신을 대접하기 위하여 특별히 만들었다고 하며, 그 후에는 궁중의 잔치에도 종종 차렸다고 한다. 조선의 조리서인 '규합총서'를 보면, 만두피는 술을 넣고 발효하여 부풀린 반죽을 쓰고 있다.
한국의 만두는 전통적으로 북부 지방에서 발전되어 왔다. 남부 지방에서는 만두가 보편적이지 못하였는데, 북부 지방에서는 추운 날씨에 메밀과 밀의 재배가 보편적이었던 반면, 남부 지방에서는 온난한 지역이라 쌀 위주의 농사가 이루어졌으며 쌀을 이용한 음식 위주로 발전하였다. 그리고 냉장 시설이 갖춰지지 않았던 옛날에서는 상대적으로 온난한 지역에서 봄과 여름에 속재료인 두부나 돼지고기가 쉽게 변질되었던 문제도 있었다.
북부 지방(개성 이북 지역)에서는 만두가 명절 음식으로도 취급되어 설날에 만두를 빚는 풍습이 있으며, 만두를 이용한 만둣국을 만들어 먹는 것이 보편화되어 있다. 개성 이남 지역에서는 만두를 빚는 것과 만둣국을 만드는 것에 익숙치 않아 대신 가래떡을 이용한 떡국을 만들어 먹었다. 북부 지방의 만두를 빚고 만둣국을 만드는 풍습이 점점 남쪽으로 퍼지면서 남북 분단 이후에는 중부 지방에서도 설날에 만두를 빚는 경우가 있다. 강원도에서는 일찍이 풍습이 내려와서 설날에 만둣국을 주로 먹는다. 경기도와 충청도 일대에는 떡과 만두를 같이 넣는 떡만둣국을 주로 먹는다. 반면 남부 지방, 특히 경상도 지방은 여전히 설날에 만두를 빚는 경우가 극히 드물다.

## 종류

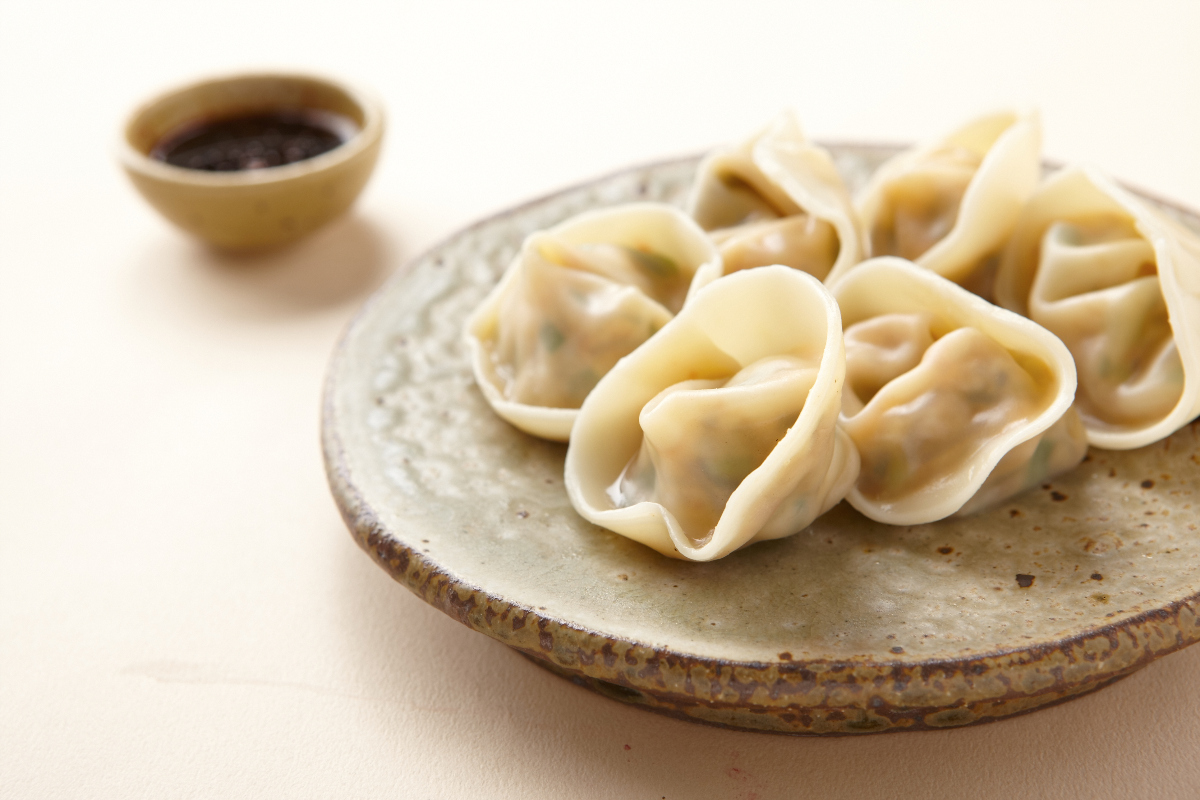
찐만두

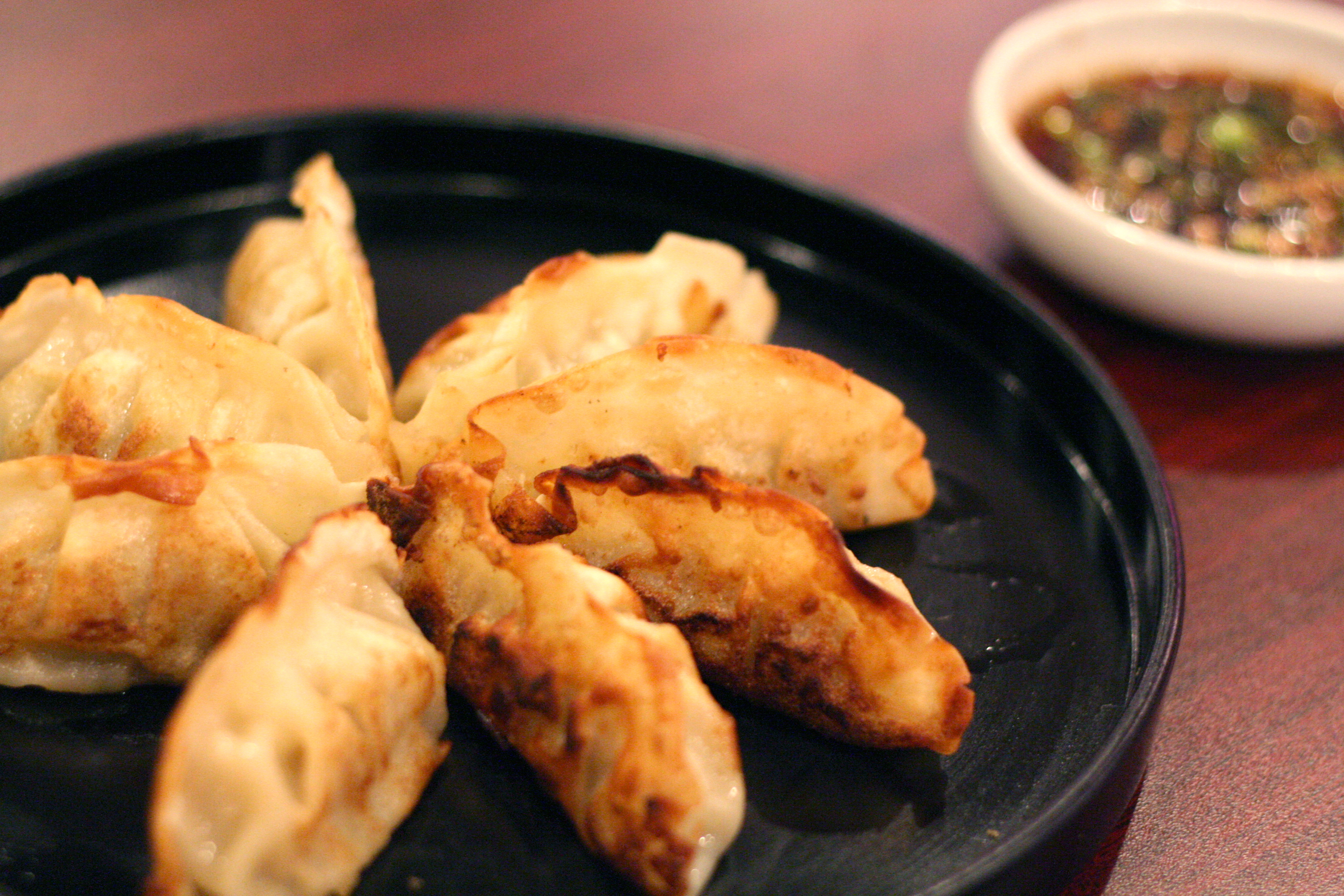
군만두

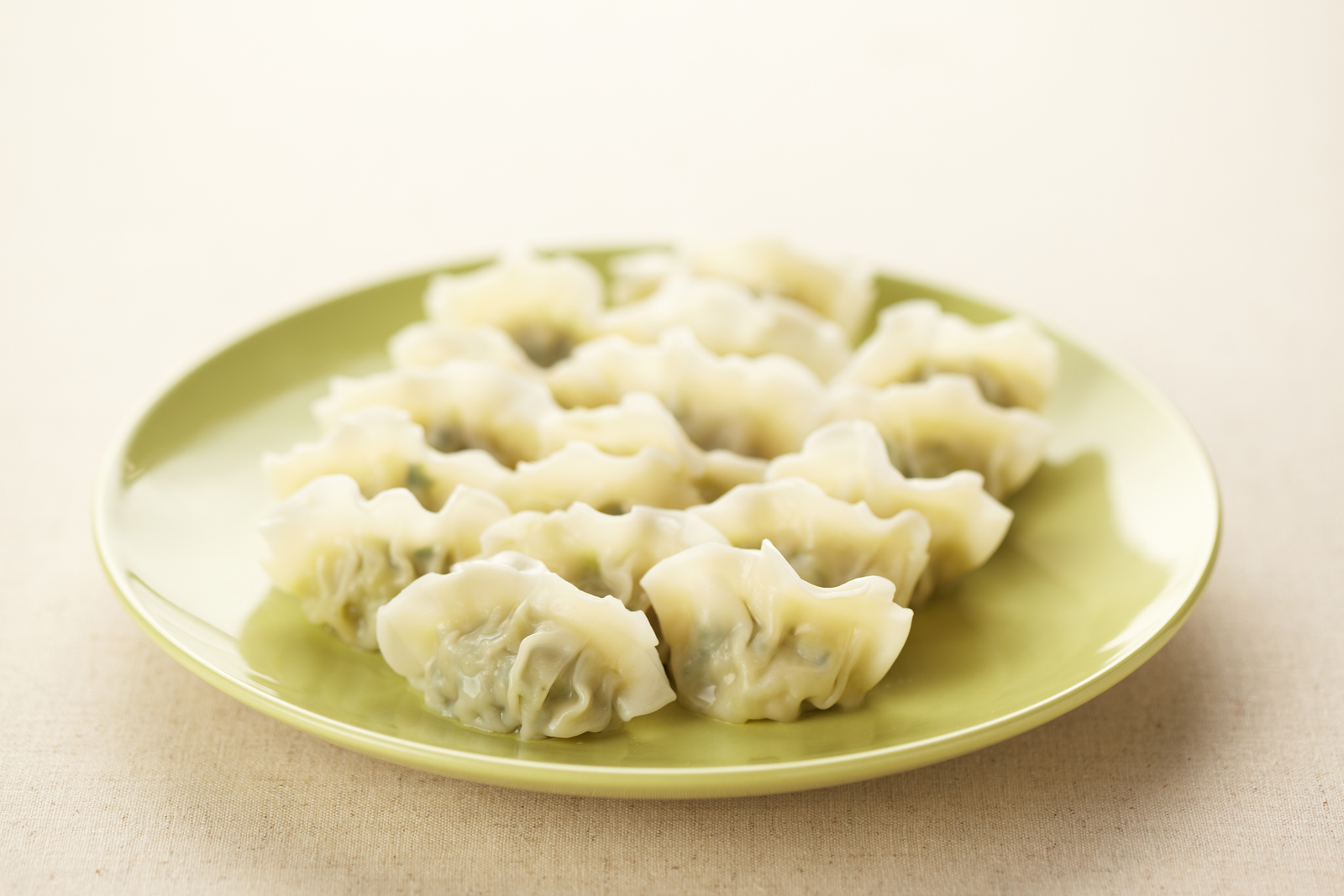
물만두

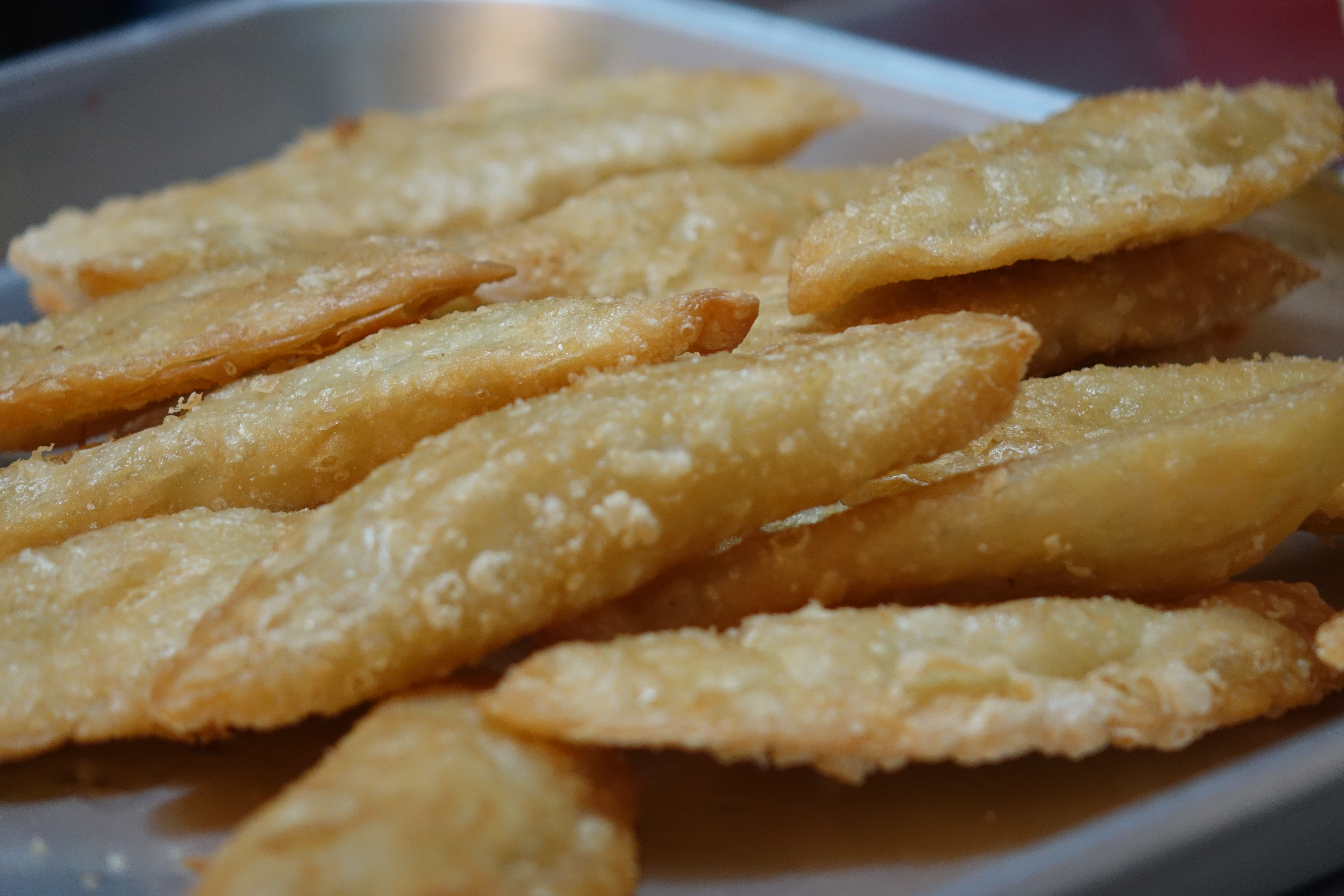
튀김만두

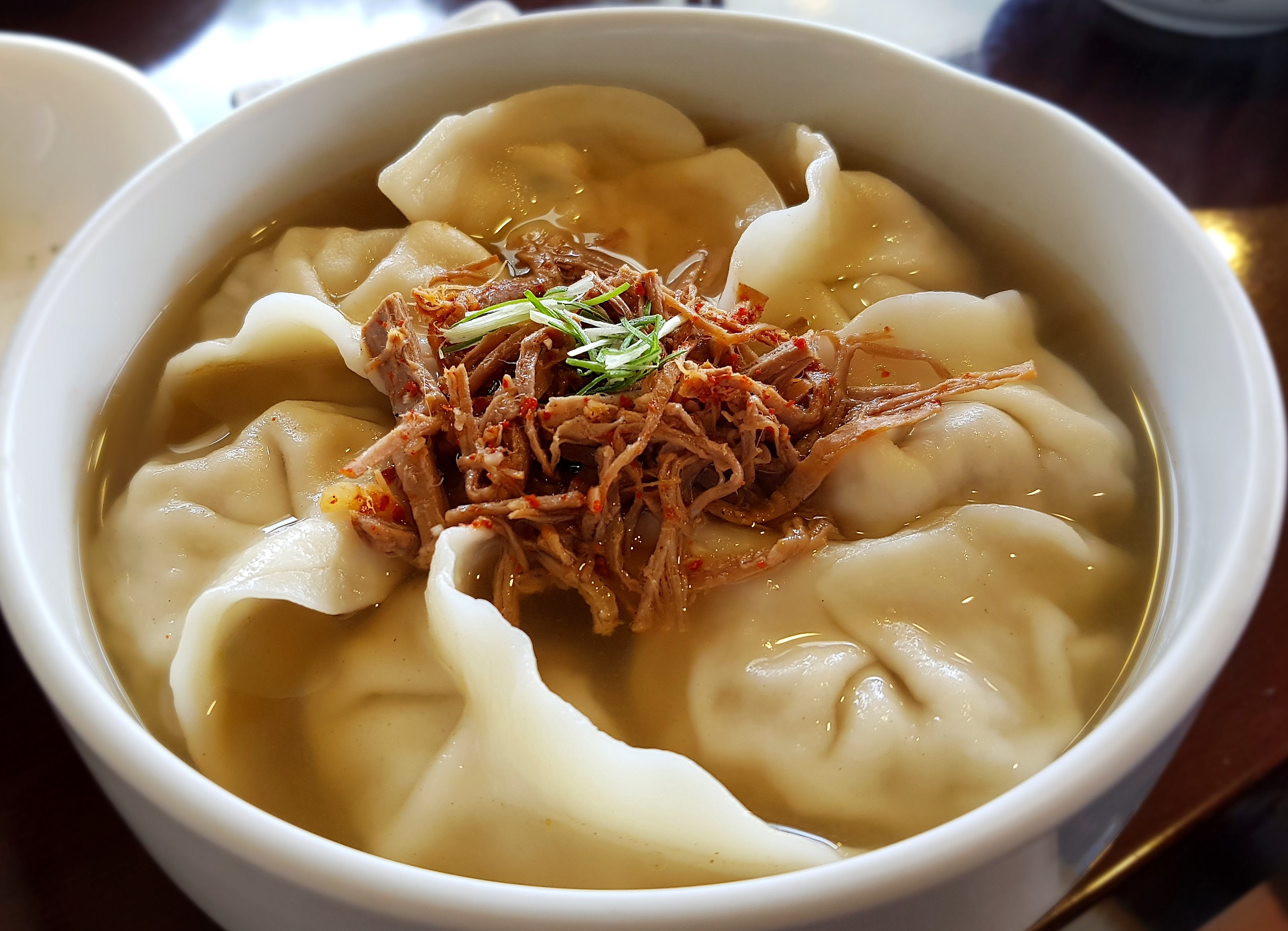
만둣국

안에 넣은 소에 따라 야채만두, 고기만두, 김치만두 등으로 부르며, 조리법에 따라 군만두, 찐만두, 물만두 등으로 부른다. 만두피를 생선으로 만든 어만두와 다진 꿩고기로 빚은 꿩만두도 있다.
겨울에는 주로 만두를 장국이나 떡국에 넣어 먹고, 여름에는 찐만두인 편수(네모진 만두)나 규아상(해삼 모양으로 빚은 만두)을 많이 먹는다.
개성에서는 경기도 내에서 만두를 빚는 풍습이 가장 보편화된 곳으로 겨울이 되면 만두를 빚어 곳가에 걸어놓은 채반에 저장해 두고 먹었다고 한다. 개성식 만두는 경기도식 만두의 일종으로 보며 다른 경기도식 만두에 비해 크기가 좀 더 큰 형태인 경우가 많다. 개성식 만두를 빚을 때는 보통 얇게 펴서 둥글게 한 만두피에 소를 넣고 맞붙인다. 개성식 만두로는 피라미드 형태로 빚어서 호박과 숙주를 넣어 만든 편수라는 만두가 있으며, 애호박을 적절히 잘라 그 단면을 십자로 갈라서 돼지고기나 쇠고기를 채우고 찐 다음 진간장으로 간을 해서 숟가락으로 먹는 호박선이라는 만두도 있다.
서울에서는 개성과 달리 만두를 빚는 풍습이 보편화되어 있지 않지만, 서울식 만두가 양반들이 즐기는 음식이라 다양한 재료와 형태를 띠고 있다. 서울식 만두는 대부분 반죽을 경단만큼 떼어서 둥글게 한 뒤 구멍을 크게 하서 그 안에 소를 넣고 맞붙이되 완전히 붙이지 않고 구멍을 조금 만든다. 이는 구멍 안으로 국물이 들어가서 만두 맛을 높이는 이유에서다. 그리고 조선 시대 궁중요리로 만든 해삼 모양으로 빚은 규아상(또는 미만두)이 있다.
평안도식 만두는 두부와 돼지고기와 함께 삶은 숙주나물을 넣는 것이 보통이다. 그리고 피 크기가 12 cm가량으로 속을 충분히 채워서 매우 크게 만든다.
한국의 만두에서는 밀가루나 메밀가루, 전분 피가 아닌 다른 재료를 만두피로 사용하는 경우도 있다. 대표적으로 생선살을 이용한 어만두가 있으며, 배춧잎을 이용한 숭채만두, 그리고 얇게 저민 전복을 사용하기도 한다. 생선살과 전복을 이용한 만두는 궁중 요리에도 사용되며 『이순록(二旬錄)』에는 “인조가 전복만두를 좋아하였는데 생신날에 왕자가 비(妃)와 함께 동궁에서 직접 만두를 만들어 가지고 새벽에 문안을 올렸다”는 기록이 있다.
이 외에 알려진 만두로 아래와 같다.
- 감자만두 : 감자녹말로 빚은 만두피에 돼지고기, 표고버섯, 당근, 양파, 부추 등을 기름에 볶은 소를 넣어 만든 만두이다.
- 규아상
- 김치만두 : 잘게썰은 김치와 각종 야채를 넣고 빚은 만두. 남부 지방에서는 배추 김치의 양념이 묻은 채로 넣는 반면, 중부 및 북부 지방에서는 김치를 씻어서 넣는데, 이는 고춧가루의 텁텁함을 없애기 위함이다.
- 갈비만두: 만두피에 한국 전통 양념 갈비를 넣은 만두.
- 꿩만두 : 서울과 충청북도의 향토음식으로 얇게 민 만두피에 꿩의 가슴살, 무채, 숙주, 양파를 다져서 만든 소를 넣어 찐 만두
- 달걀만두 : 삶은 당면과 달걀을 섞어서 구운 부산의 향토 음식으로, 형태는 만두보다는 부침개에 가깝다. 주로 양념 간장을 뿌려 먹는다.
- 동아만두 : 동아를 얇게 썰어 끓는 물에 살짝 데친 다음 만두소를 넣고 송편처럼 만들어 녹두 녹말을 씌워 찜통에 찐 만두
- 밴새
- 어만두
- 편수
- 호밀만두 : 호밀로 만두피를 만들어 여러 가지 재료를 넣고 빚은 만두
- 혼돈

오늘날 한국에서는 전통적인 만두 외에 중국식 만두와 현대에 들어 탄생한 여러 가지 만두도 나오고 있다. 중국집에서 중국식 자오쯔의 영향을 받은 군만두와 물만두가 보편적으로 팔리고 있으며, 일부 식당에서는 짜장면과 볶음밥 등 대신 만두 종류만 파는 곳도 있다. 길거리 음식으로도 1000~2000원가량의 고기만두와 김치만두 등 여러 가지 만두를 맛볼 수 있다. 냉동 식품으로도 여러 가지 만두가 팔리고 있는데, 최근 거의 대부분의 요식업계에서는 직접 빚는 만두보단 이 냉동 식품을 사용하는 경우가 많다.

## 관련 사건

### 2004년 불량 만두 파동
2004년 대한민국에서 다수의 만두 회사가 불량한 재료로 만두를 만들다 적발되면서 벌어진 사건이다. 당시 언론은 이를 ‘쓰레기 만두’라 지칭하며 크게 보도했고, 만두가 한동안 팔리지 않았다. 그러나 ‘쓰레기 만두’란 정확히 말하면 ‘쓰레기로 버려져야 할 단무지 자투리가 일부(30%가량) 들어가 있는 만두소로 만든 만두’다. 비록 가공 과정에서 불결하게 취급된 것은 사실이지만 나중에 인체에 무해하다는 것이 밝혀졌고, 불량 만두를 제조했다고 의심받던 25개 업체에 대해 무혐의 결정이 내려졌다. 그러나, 언론의 선정적 보도로 전 국민이 만두를 멀리 하고, 파는 먹을 거리를 불신하게 되었다. 결국 만두 회사 사장이 자살까지 하는 등 사건이 일파만파로 확산되었다

## 비슷한 음식
중국에는 한국의 만두와 유사한 음식으로 자오쯔(餃子)와 바오쯔(包子)가 있다. "만두"와 어원이 같은 만터우는 과거에 만두와 유사하게 소가 든 음식을 뜻했으나, 현재는 소가 들지 않은 찐빵과 유사한 음식이고, 자오쯔는 피가 얇은 만두, 바오쯔는 피가 폭신폭신한 왕만두와 비슷하다. 일본에서는 일본식 중국 요리 자오쯔를 교자(ギョーザ)라 부른다.
중앙아시아와 남아시아, 아랍 세계, 서양에도 만두와 유사한 음식이 있다. 중앙아시아의 만트는 한국의 "만두"와 어원이 같다. 만트의 영향을 받은 이탈리아 파스타 중 하나인 라비올리도 만두와 비슷한 형태를 지니고 있다. 폴란드와 러시아에서도 13세기 이후에 몽골의 영향을 받은 펠메니, 피에로기라는 만두 유사한 요리가 있다.
- 한국: 밴새, 송편, 부꾸미, 만두
- 동아시아·동남아시아: 거우부리, 곡자이, 궈톄, 니쿠만, 바오쯔, 사오마이, 샤오룽바오, 성젠만터우, 자오쯔, 짜 조, 차시우바우, 춘권, 하가우, 혼돈, 훈툰
- 중앙아시아·남아시아·서남아시아·캅카스: 만트, 모모, 반시, 부즈, 사모사, 삼사, 조슈파라, 후슈르, 힌칼리
- 유럽·아메리카: 라비올리, 소렌티노, 슐루츠크라펜, 아뇰로티, 카손첼리, 토르텔로니, 토르텔리니, 파고티니, 파스테우, 퍈세, 펠메니, 피고디, 피로시키, 피에로기, 피테팔트

## 같이 보기
- 덤플링
- 소를 넣은 피
- 편수

## 참고 문헌
- 서은영 (2009년 1월 21일). “[리빙 앤 조이] 이북 지방 별미가 '팔도팔미'로 진화”. 서울경제신문. 2009년 2월 17일에 원본 문서에서 보존된 문서. 2009년 2월 10일에 확인함.
- 《우리가 정말 알아야 할 우리 음식 백가지 1》. 현암사. 초판 1998, 10쇄 2011. ISBN 8932312915.